# Me declaro culpable
Me declaro culpable est une telenovela mexicaine diffusée du 6 novembre 2017 au 28 janvier 2018 sur Las Estrellas. C'est un remake de la telenovela argentine Por amarte así, créée par Martín Kweller et Gabriel Corrado,.

## Synopsis
Franco Urzúa est un avocat prestigieux qui mène une carrière fondée sur l'éthique et les valeurs morales, toujours vouée à la défense des nécessiteux. Il vit un mariage de hauts et de bas avec Roberta, une femme qui met en danger le bonheur de la famille en raison de sa bipolarité. Les deux sont les parents de Natalia, une fille un peu gâtée, mais avec un bon cœur.
La vie de Franco change complètement devant le cas d'Alba, une femme détenue pour avoir commis une euthanasie avec son mari, qui mourait sur son lit de mort. Franco est ému par l'histoire d'Alba et décide de l'aider à être exemptée. L'objectif d'Alba est de recouvrer la garde de son fils, qui est confié à la schizophrène Ingrid, la belle-sœur d'Alba qui la déteste. Entre tant de complicité, Franco et Alba tombent éperdument amoureux.
Pendant ce temps, Natalia traverse également des bouffées de chaleur. Après avoir été droguée par son petit ami Julian, elle court et paralyse la grande promesse du football, Paolo, qui voit sa carrière détruite et est abandonnée par sa petite amie, Katia. Ce qu'aucun d'entre nous n'a imaginé, c'est qu'au milieu de la frustration de Paolo et de la culpabilité de Natalia, un amour naisse entre les deux.

## Distribution
- Irina Baeva : Natalia Urzúa
- Juan Diego Covarrubias : Paolo Ruiz
- Daniela Romo : Roberta Monroy de Urzúa
- Juan Soler : Don Franco Santos
- Pedro Moreno : Julián López
- Mayrin Villanueva : Alba Castillo
- Sabine Moussier : Ingrid Dueñas López
- Enrique Rocha : Mauro Monroy Lacherade
- Alejandro Ávila : Gael Ahumada'
- Lisset : Bianca Olmedo
- Ramiro Fumazoni : Tiziano Castolo
- Alejandra García : Katia Romo
- Margarita Magaña : Julieta Ruvalcaba
- Amairani : Luciana
- Arlette Pacheco : Enriqueta "Queta" Ruiz
- Alejandro Aragón : Raúl
- Ricardo Vera : Dr Mendizábal'
- Mariano Palacios : Dante
- Ramsés Alemán : Emanuel
- Bibelot Mansur : Celia
- Amanda Libertad : Olga
- Mikel Mateos : Gabriel Dueñas Castillo
- Christian Vega : Pedro Ruvalcaba
- Marco Méndez : Javier Dueñas López
- Michelle Orozco : Valentina
- Miguel Herrera : lui-même
- Álvaro de Silva : Tomás
- Fernanda Vizzuet : Lorena
- Ruth Rosas : détenu
- Marcela Morett : garde
- Ana Paula Martínez : Roberta Monroy (jeune)
- Carlos Said : Patricio Dueñas

## Diffusion
- Canal de las Estrellas (2017-2018)

## Autres versions
- Por amarte así (Telefe, 2016-2017)

### Sources
- (es) Cet article est partiellement ou en totalité issu de l’article de Wikipédia en espagnol intitulé « Me declaro culpable (telenovela) » (voir la liste des auteurs).